# 維多利亞式建築

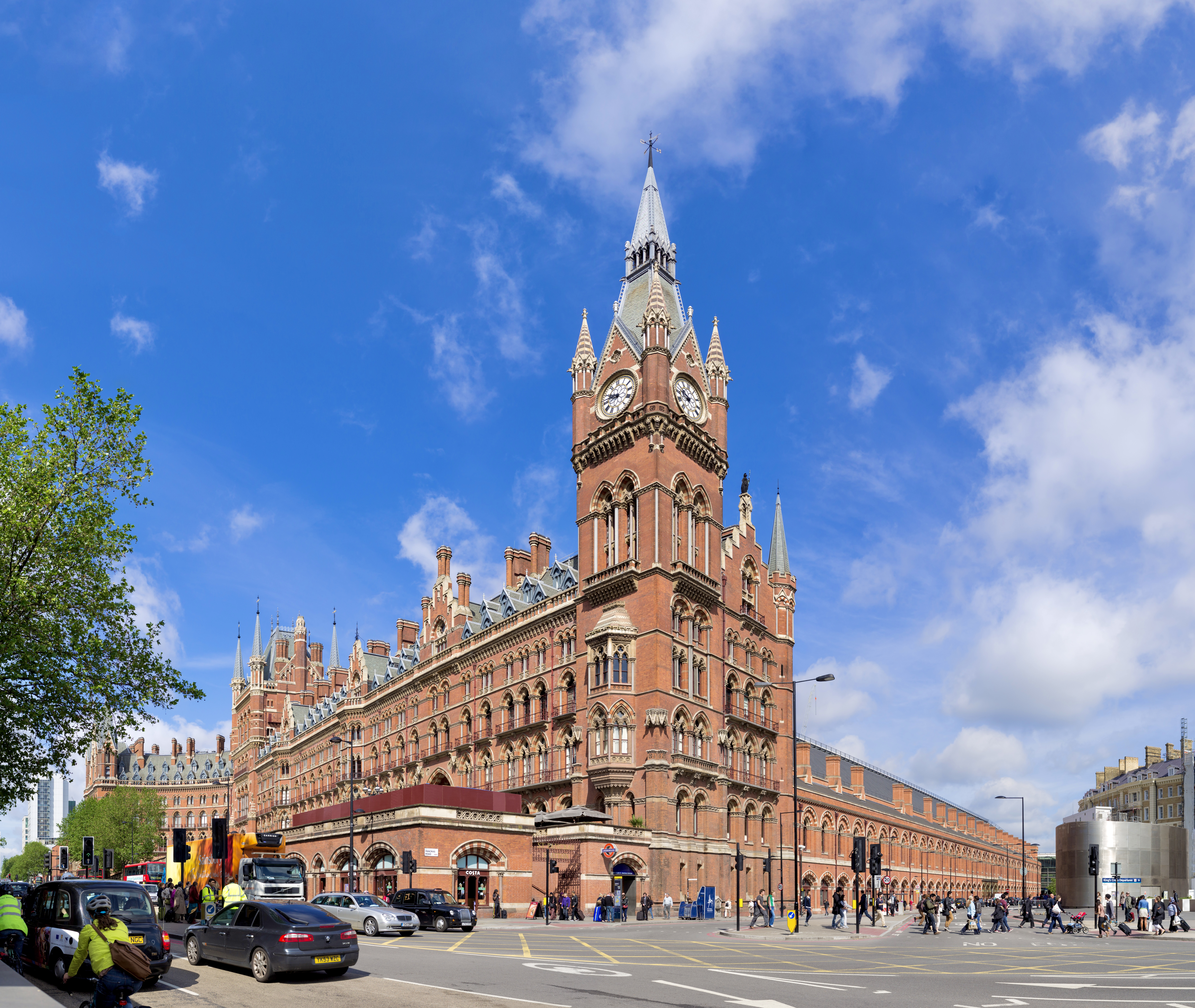
聖潘克拉斯車站是典型維多利亞時代建築

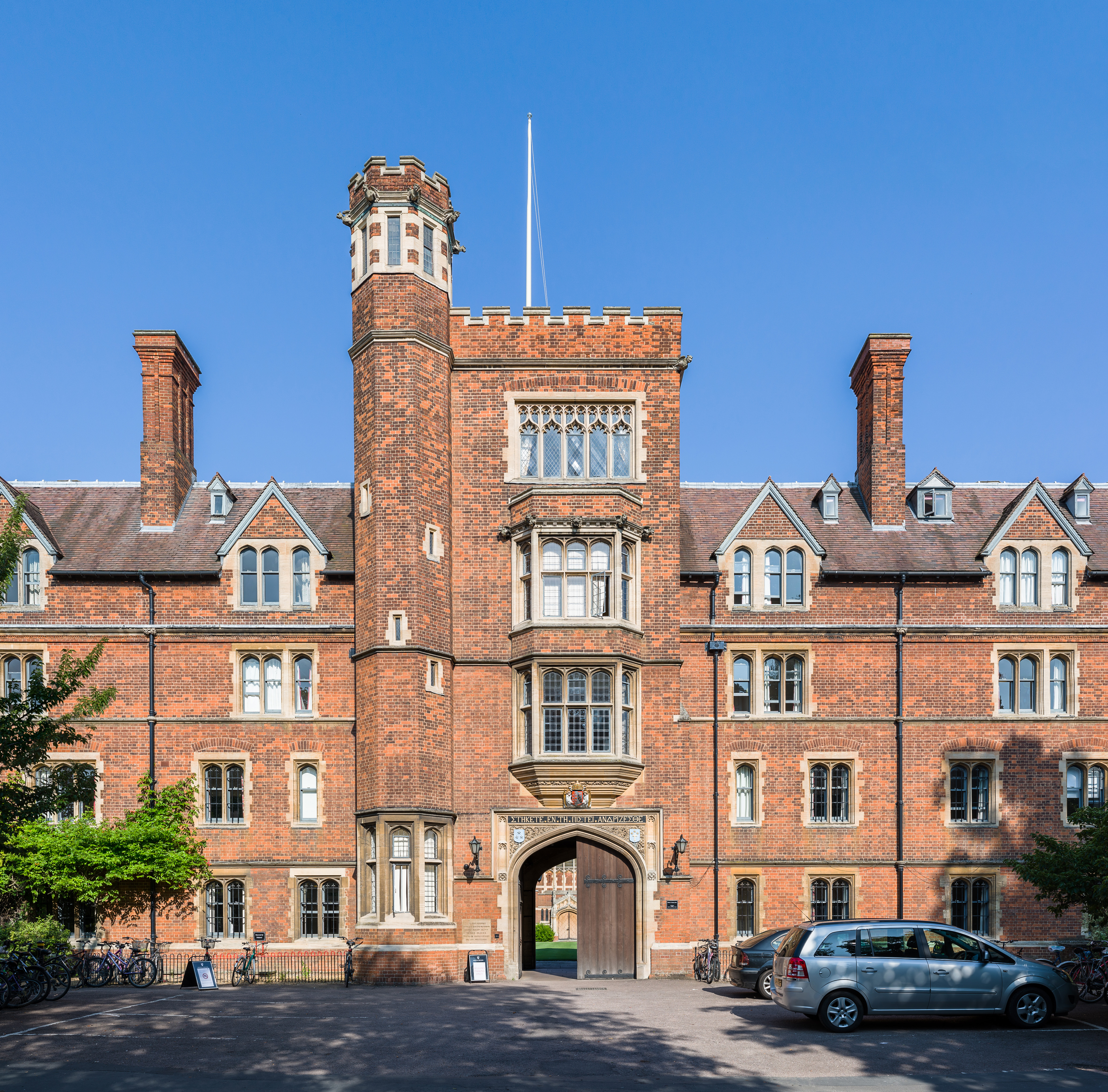
劍橋大學塞尔文学院

維多利亞式建築（英語：Victorian architecture）指19世紀中期和後期的維多利亞時代所建造的建築，上承喬治時代建築，下啟愛德華時代建築，主要表現為傳統建築的復興。
最典型的維多利亞時代建築為哥特復興式建築，但這一時代英格蘭文藝復興式建築等其他建築樣式也很常見。維多利亞時代建築雖然是在傳統建築的基礎上發展起來的，但由於19世紀鋼鐵工業的發展，這些建築開始使用鋼鐵構架。由於大英帝國的強勢，這一建築風格傳播到了美國、加拿大、澳大利亞和香港等英國殖民地。

## 外部連結
- History and Style of Victorian Architecture and Hardware （页面存档备份，存于）（英文）
- Manchester, a Victorian City （页面存档备份，存于）（英文）
- Photographs of Victorian Homes in Hamilton, Ontario Canada （页面存档备份，存于）（英文）
- Victorian era architecture in San Francisco, California（英文）
- Victorian era architecture and history in Buffalo, New York （页面存档备份，存于）（英文）
- Architectural influences on Victorian style （页面存档备份，存于）（英文）
- Victorian churches blog （页面存档备份，存于）（英文）